# Lecomtedoxa biraudii
Lecomtedoxa biraudii är en tvåhjärtbladig växtart som beskrevs av André Aubréville och François Pellegrin. Lecomtedoxa biraudii ingår i släktet Lecomtedoxa och familjen Sapotaceae.
Artens utbredningsområde är Gabon. Inga underarter finns listade i Catalogue of Life.